# Сухарный соус
Сухарный соус — масляный соус русской кухни с добавлением панировочных сухарей. Отличается высоким содержанием сливочного масла и соответственно высокой пищевой ценностью и в классических традициях сервируется к отварным овощам: капусте брюссельской, белокочанной, цветной, спарже, артишокам и земляной груше.
Для приготовления сухарного соуса молотые сухари из белого хлеба поджаривают до золотистого цвета, а сливочное масло растапливают и выпаривают содержащуюся в нём воду до образования коричневатого осадка. В процеженное сливочное масло вводят сухари, соус приправляют солью, лимонной кислотой или лимонным соком.